# Paris (canção de The Chainsmokers)
"Paris" é uma canção do dupla de DJs estadunidense The Chainsmokers. Foi composta pelo integrante Andrew Taggart com o auxílio de Kristoffer Eriksson e Fredrik Häggstam, enquanto a produção ficou a cargo da dupla em conjunto de Jordan "DJ Swivel" Young.  O seu lançamento ocorreu em 13 de janeiro de 2017, através das gravadoras Disruptor Records e Columbia Records. Segundo os autores, o single foi inspirado no Winter X Games.

## Desempenho nas tabelas musicais

### Posições
| Tabela musical (2017)                                  | Melhor posição |
| ------------------------------------------------------ | -------------- |
| Alemanha (Media Control Charts)                        | 3              |
| Austrália (ARIA Charts)                                | 4              |
| Áustria (Ö3 Austria Top 40)                            | 6              |
| Bélgica (Ultratop 50 de Flandres)                      | 5              |
| Bélgica (Ultratop 40 da Valônia)                       | 17             |
| Canadá (Canadian Hot 100)                              | 2              |
| Coreia do Sul (Gaon Music Chart)                       | 21             |
| Colômbia (National Report)                             | 70             |
| Croácia (Croatian Airplay Radio Chart)                 | 56             |
| Dinamarca (Tracklisten)                                | 2              |
| Escócia (The Official Charts Company)                  | 6              |
| Eslováquia (IFPI Slovenská Republika)                  | 3              |
| Espanha (Productores de Música de España)              | 30             |
| Estados Unidos (Billboard Hot 100)                     | 6              |
| Estados Unidos (Pop Songs)                             | 7              |
| Estados Unidos (Adult Pop Songs)                       | 19             |
| Estados Unidos (Hot Dance Club Songs)                  | 18             |
| Estados Unidos (Hot Dance/Electronic Songs)            | 1              |
| Finlândia (IFPI Finlândia)                             | 5              |
| França (Syndicat National de l'Édition Phonographique) | 29             |
| Itália (Federazione Industria Musicale Italiana)       | 9              |
| Líbano (The Official Lebanese Top 20)                  | 6              |
| Noruega (VG-lista)                                     | 3              |
| Nova Zelândia (NZ Top 40 Singles)                      | 5              |
| Países Baixos (MegaCharts)                             | 4              |
| Reino Unido (UK Singles Chart)                         | 5              |
| Chéquia (IFPI Česká Republika)                         | 3              |
| Suécia (Sverigetopplistan)                             | 3              |
| Suíça (Schweizer Hitparade)                            | 8              |

### Certificações
| País (Empresa)        | Certificação |
| --------------------- | ------------ |
| Austrália (ARIA)      | 3× Platina   |
| Canadá (Music Canada) | 3× Platina   |
| Estados Unidos (RIAA) | Platina      |
| Itália (FIMI)         | Ouro         |
| Nova Zelândia (RMNZ)  | Ouro         |
| Suécia (GLF)          | Platina      |

## Histórico de lançamento
| País           | Data                  | Formato           | Gravadora           |
| -------------- | --------------------- | ----------------- | ------------------- |
| Reino Unido    | 13 de janeiro de 2017 | Rádios mainstream | Disruptor, Columbia |
| Estados Unidos | 16 de janeiro de 2017 | Rádios Hot AC     | Columbia            |
| Estados Unidos | 17 de janeiro de 2017 | Rádios mainstream | Columbia            |
| Estados Unidos | 17 de janeiro de 2017 | Rádios rhythmic   | Columbia            |
| Itália         | 27 de janeiro de 2017 | Rádios mainstream | Sony                |